# جفیتینیب
جفی‌تینیب (انگلیسی: Gefitinib; ‎/ɡɛˈfɪtɪnɪb/‎) با نام تجاری «ایرِسا» (Iressa) دارویی است که برای درمان برخی انواع سرطان پستان، سرطان ریه و سایر انواع سرطان بکار می‌رود. این دارو همچون ارلوتینیب یک «بازدارندهٔ گیرنده فاکتور رشد اپیدرمی» که پیام‌رسانی از طریق این گیرنده‌ها را در سلول‌های هدف مختل می‌کند. در نتیجه، این دارو تنها در درمانِ سرطان‌هایی مؤثر است که جهش و بیش فعالی ژن و گیرندهٔ فاکتور رشد اپیدرمی داشته باشند.
سازمان غذا و دارو آمریکا ابتدا در ماه مه ۲۰۰۳ میلادی، این دارو را به‌عنوان خط سوم درمان «سرطان ریه سلول غیر کوچک» (NSCLC)، در آنهایی که به درمان‌های مبتنی بر داروی‌های شیمی‌درمانی پلاتینی و همچنین رژیم‌های حاوی دوستاکسول پاسخ نداده‌اند، پذیرفت. سپس در ژوئن ۲۰۰۵ میلادی، این تأئیدیه را به سبب فقدان شواهد کافی علمی در اثربخش بودن آن در افزایش بقا و طولِ عمرِ بیماران، پس گرفت. سرانجام در ۱۳ ژوئیه ۲۰۱۵ میلادی، سازمان غذا و دارو آمریکا مجدداً این دارو را به‌عنوان خط اول درمان این نوع سرطان، مورد تأیید قرار داد.
در اروپا نیز از سال ۲۰۰۹ میلادی، از جفی‌تینیب در درمان «سرطان ریه سلول غیر کوچک» که دارای بیش فعالی ژن و گیرندهٔ فاکتور رشد اپیدرمی باشد، استفاده می‌شود.
پژوهش‌هایی در زمینه استفاده از این دارو، در درمان نوعی از سرطان مری انجام شده‌است.
شایع‌ترین عارضهٔ این دارو راش‌های آکنه‌مانند است. سایر عوارض نسبتاً شایع (در بیش از ۱٪ بیماران) عبارتند از: اسهال، تهوع، استفراغ، بی‌اشتهایی، استوماتیت، دهیدراسیون، عقربک، افزایش بدون علامتِ آنزیم‌های کبدی، سستی ماهیچه، التهاب ملتحمه و بلفاریت. عوارض ناشایع آن شامل بیماری بینابینی ریه، خراش قرنیه، تریکیازیس و رشد موی اضافی است.